# Lasianthera africana
Lasianthera africana är en järneksväxtart som beskrevs av Ambroise Marie François Joseph Palisot de Beauvois. Lasianthera africana ingår i släktet Lasianthera och familjen Stemonuraceae. Utöver nominatformen finns också underarten L. a. microphylla.